# 8e corps mécanisé de la Garde
Pour les articles homonymes, voir 8e corps d'armée.
 (mai 2025).
Si vous disposez d'ouvrages ou d'articles de référence ou si vous connaissez des sites web de qualité traitant du thème abordé ici, merci de compléter l'article en donnant les références utiles à sa vérifiabilité et en les liant à la section « Notes et références ».
« 3e corps mécanisé (2e formation) » redirige ici. Pour la première formation de cette unité, voir 3e corps mécanisé.
Le 8e corps mécanisé de la Garde Pricarpatsko-Berlinski, décoré de l'ordre de Souvorov est un groupe militaire opérationnel-tactique de l'URSS. Créé sous le nom de 3e corps mécanisé à partir du 8e corps de chars.

## Histoire
Le 3e corps mécanisé est formé le 18 septembre 1942 à partir du 8e corps de chars, renforcé d'unités du 1er corps de chars.
Par ordre du haut-commissariat populaire à la défense de l'URSS n ° 306 du 23 octobre 1943, le 3e corps mécanisé est transformé en 8e corps mécanisé de la Garde pour l'héroïsme et le courage, la force et le courage du personnel dans les batailles avec les envahisseurs nazis, ainsi que pour la performance exemplaire de missions de combat.
Dès le 24 décembre, le 8e corps mécanisé de la Garde prend part à l'offensive Jytomyr-Berditchev, au cours de laquelle il libère la ville de Kazatin (28 décembre).

### Opérations en 1944
Lors de l'offensive Proskurov-Tchernivtsi en mars-avril 1944, entrées en bataille le 21 mars depuis la zone à l'est de la ville de Ternopil, ses unités développent rapidement une offensive en direction de Velikie Borki, à l'ouest de Skalat et le 22 libèrent la ville de Trembowla ( Terebovlia ), le 23 mars - la ville de Czortków ( Tchortkov ), le 24 mars - Zalichtchyky, le 28 mars - Kolomya. Puis le corps s'avance sur Tloumatch, et le libére le 29 mars. Par la suite, jusqu'en mai 1944, il mène la défensive combats dans la direction de Stanislav (Ivano-Frankivsk). Pour leur distinction dans les batailles lors de la défaite des Allemands dans les contreforts des Carpates, le corps et un certain nombre de ses unités ont reçu le titre honorifique de Carpateski (16 avril 1944).
En juillet-août 1944, le corps participe à l'offensive Lvov-Sandomir, au cours de laquelle, le 19 juillet, il franchit le fleuve Boug occidental dans les régions de Sokal. Il atteint Dobratchin le 22 juillet. En coopération avec la 121e division de fusiliers de la Garde, le corps capture la ville de Jaroslaw en Pologne (27 juillet). Fin juillet, il traverse la Vistule dans la région de la ville de Baranów et combat jusqu'au 20 août sur la tête de pont de Sandomierz. Début septembre, toujours subordonné à son armée, il est retiré dans la réserve du quartier général du haut commandement suprême, et fin novembre il est inclus dans  le 1er front biélorusse.

### Opérations en 1945

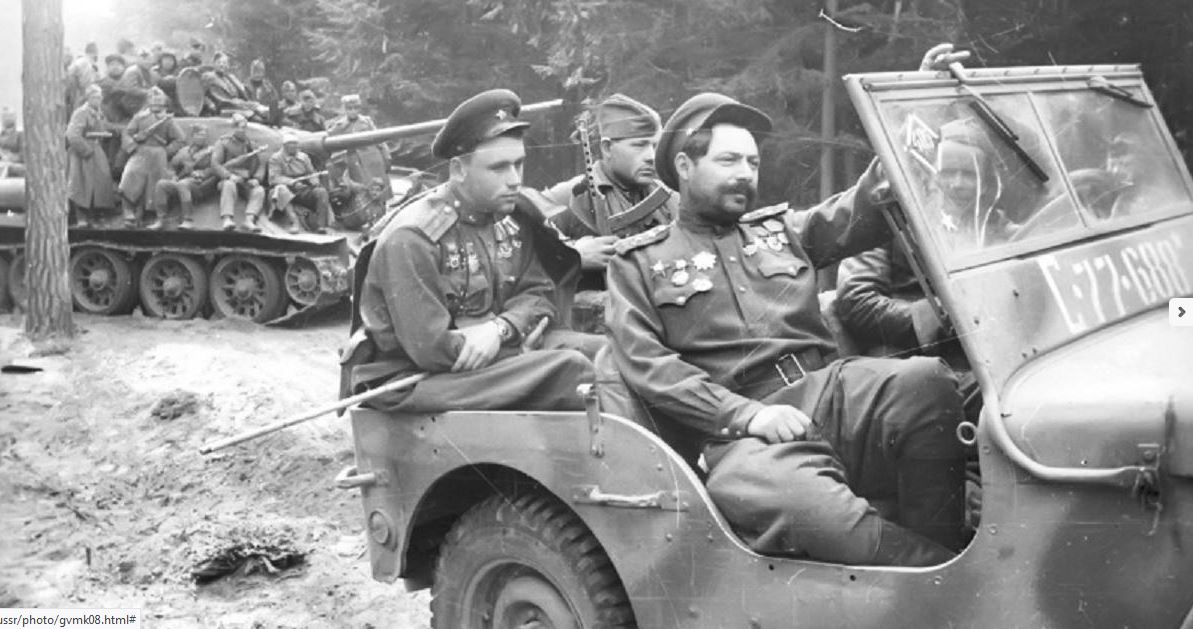
Éléments du 8e corps mécanisé de la Garde en avril 1945 près de Berlin.

Lors de l'opération offensive Varsovie-Poznań de 1945, des formations et des parties du corps rejoignent la percée de la tête de pont de Magnuszew dans le secteur de la 8e armée de la Garde, menant bataille sur environ 650 km pendant 14 jours. Ils participent à la libération des villes de Kolo (20 janvier), Konin (21 janvier), Kebnitz (27 janvier) et d'autres. Le 1er février, les parties avancées du corps atteignirent la rivière Oder au sud-est de la ville de Francfort. Pour l'exécution exemplaire des missions de commandement lors de la conquête de la Pologne et la bravoure et le courage dont a fait preuve le personnel, le corps a reçu l'Ordre du Drapeau rouge (19 février 1945). Sa 19e brigade mécanisée de la garde reçoit le titre honorifique de Lodz (19 février) et l'Ordre de Lénine (5 avril 1945).
Lors de l'offensive de Poméranie orientale (février - début avril 1945), le corps participe à la libération de la Poméranie orientale. Pour sa distinction dans les batailles lors de la libération le 12 mars de Neustadt (aujourd'hui Wejherowo), le corps reçoit l'Ordre de Souvorov, 2e classe (26 avril 1945). Lors de l'opération offensive de Berlin, le corps rejoint le combat depuis la tête de pont de Küstrin dans le secteur de la 8e armée de la Garde. Lors de combats opiniâtres et intenses, en coopération avec des formations de la 8e Garde et la 1re armée de chars la Garde, le corps perce les défenses ennemies en profondeur sur les hauteurs de Seelow, le 25 avril traverse le canal Teltow et commence à se battre dans les rues de Berlin. Le 2 mai, ses unités avancées font leur jonction avec celles de la 2e armée de chars de la Garde dans le secteur de la gare de chemin de fer et du Zoo, au centre de la capitale de l'Allemagne nazie.
Pour distinction dans les batailles lors de la prise de la ville de Berlin, le corps a reçu le titre honorifique Berlinski (11 juin 1945).

### Après la guerre
En juillet 1945, sur la base de l'ordre du conseil de défense de l'URSS n° 0013 du 10 juin 1945, le 8e corps mécanisé de la Garde est réorganisé en 8e division mécanisée de la Garde de la 1re armée de chars de la Garde (devenue de 1946 à 1957 1re armée mécanisée de la Garde), au sein des forces d'occupation soviétiques en Allemagne.
De 1946 à 1949, la division est brièvement transformée en régiment.
Du 16 mai au 18 mai 1957, sur la base de la directive du commandant en chef du groupement des forces armées en Allemagne du 25 mars 1957, la 8e division mécanisée de la Garde est réorganisée en 20e division de fusiliers motorisées de la Garde.